# Waterzakmosdiertje
Het waterzakmosdiertje (Pectinatella magnifica) is een mosdiertjessoort uit de familie van de Pectinatellidae. Het ontleent zijn naam aan de kolonies die kunnen samengroeien tot een zakvormig geheel.
In 1851 is de wetenschappelijke naam van de soort is voor het eerst geldig gepubliceerd, door Joseph Leidy als Cristatella magnifica.

## Beschrijving
Het waterzakmosdiertje leeft in zoetwater. Terwijl veel zoutwatermosdiertjes verkalkte kolonies vormen, vormt P. magnifica een zachte, geleiachtige en doorschijnende massa met vele stervormige rozetten die elk bestaan uit 12 tot 18 individuele diertjes van ongeveer een halve centimeter. Deze zitten aan de buitenkant van de kolonie; het binnenste is geleiachtig. De kolonies groeien vaak samen tot ballonachtig opgezwollen structuren tot 30 centimeter diameter. Meerdere kolonies kunnen samengroeien en drijvende zakken tot wel twee meter doorsnee vormen. Onder water is de kolonie geelachtig of wittig door de tentakelkransen, boven water is ze bruin.
Kolonievormende waterzakmosdiertjes komen voor in stromend en stilstaand water met en zonder getijdenwerking. Ze zijn aangetroffen in meren, rivieren, vijvers en allerlei andere wateren, waar ze zich vast hechten aan allerlei substraten. Als ze erg groot worden, kunnen ze gaan drijven.
De diertjes verspreiden zich onder andere door kleine balletjes te vormen, de statoblasten. Deze hechten zich met haakjes aan allerlei oppervlakken, onder andere aan watervogels, schepen, vissen, hengelsportmateriaal en vermoedelijk ook waterplanten en aquariumplanten. De binnenwatervisserij en ballastwater dragen eveneens bij aan de verspreiding.

## Verspreiding
Deze mosdiertjessoort is inheems in het oosten van Noord-Amerika en geïntroduceerd in de westelijke delen van de Verenigde Staten. In 1883 kwam de soort al Europa voor als exoot. De soort is onder andere waargenomen in Frankrijk, Duitsland, Nederland, België, Luxemburg, Oostenrijk en Tsjechië. In de tweede helft van de twintigste eeuw is de soort ook ontdekt in Japan en Korea.

### Nederland
De eerste waarneming is uit 2004, toen statoblasten werden gevonden in de Noord-Nederlandse rivier de Hunze die uitloopt in het Zuidlaardermeer. Later volgden meldingen uit andere provincies. Hoewel er nog maar op enkele locaties bekend zijn, is de soort anno 2024 aangetroffen in alle provincies die aan Duitsland grenzen, plus Noord-Brabant en Utrecht, wat kan wijzen op een ruimere verspreiding dan bekend is.

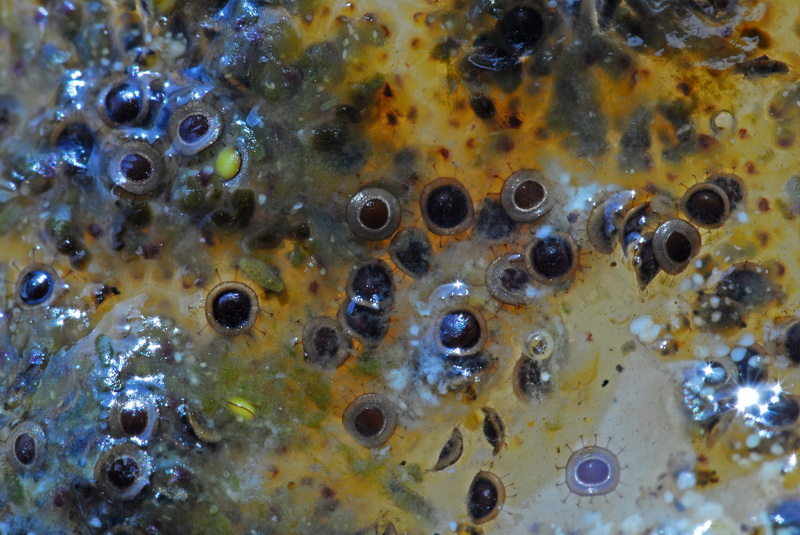
Statoblasten
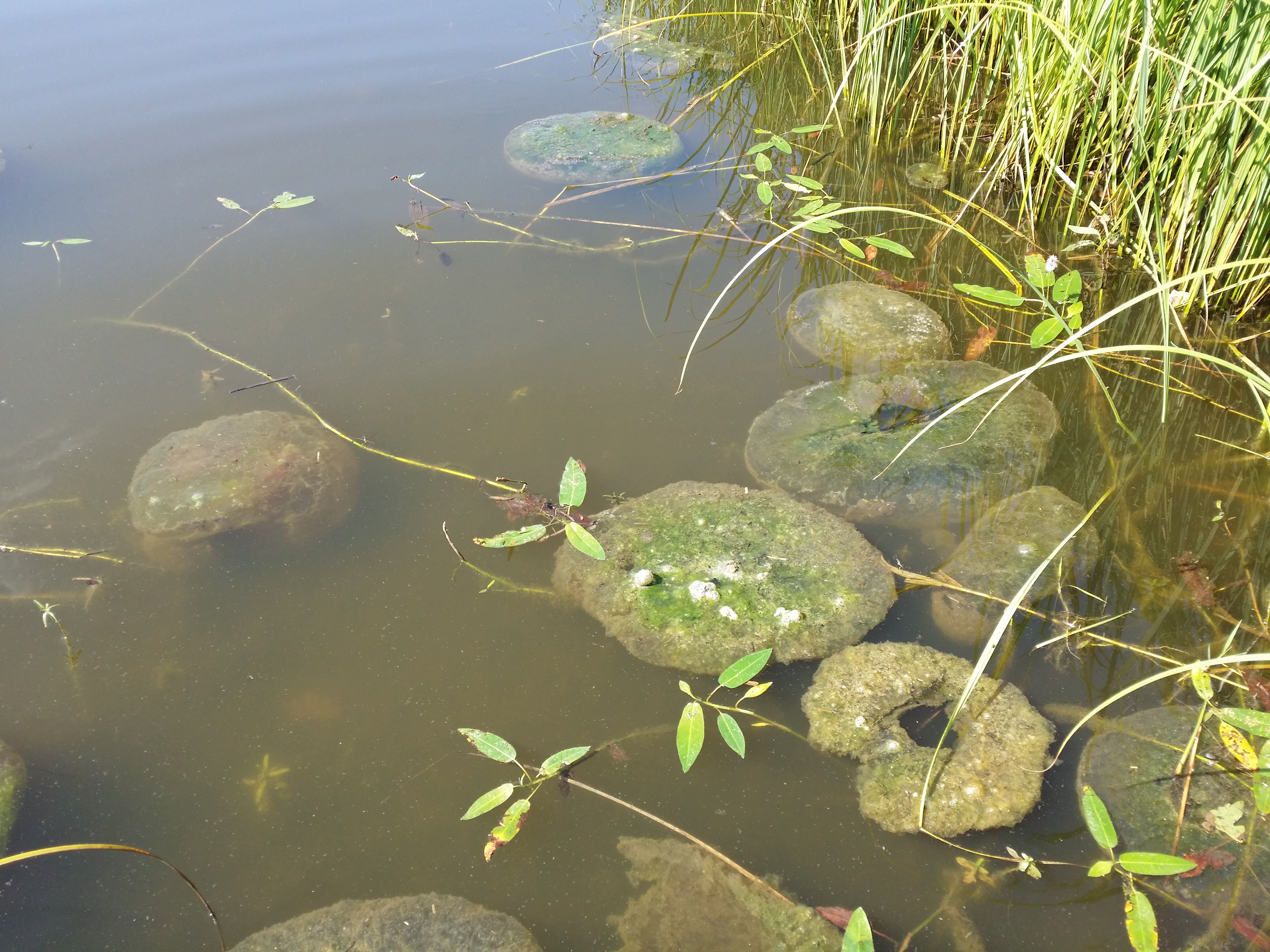
Intacte en beschadigde kolonies in een vijver, district Gmünd in Neder-Oostenrijk